# Sara Danius
Sara Maria Danius, född 5 april 1962 i Täby, död 12 oktober 2019 i Stockholm, var en svensk essäist och professor i litteraturvetenskap vid Stockholms universitet samt i estetik vid Södertörns högskola.
Hennes studier behandlade förhållandet mellan litteratur och samhälle hos författare som Gustave Flaubert, Marcel Proust och James Joyce samt marxistisk litteraturkritik. 
År 2013 valdes hon till ledamot av Svenska Akademien på stol nr 7. Hon blev 2015 Svenska Akademiens ständiga sekreterare. Den 12 april 2018 lämnade hon posten som ständig sekreterare samtidigt som hon meddelade att hon inte längre skulle delta i Akademiens arbete. Den 26 februari 2019 lämnade Sara Danius Svenska Akademien.

## Biografi

### Familj och uppväxt
Sara Danius föddes i Täby som dotter till läraren, officeren och författaren Lars Danius och författaren Anna Wahlgren, Hon var vidare sondotter till industrimannen Harald Danius och dotterdotter till byggmästaren Harry Karlsson. Sara Danius föräldrar träffades när Wahlgren var gymnasist på Viggbyholmsskolan, där Danius var svensklärare. Paret fick även dottern Nina Danius (född 1963), innan de skildes 1966. Därefter fick modern ytterligare sju barn, bland andra Felicia Feldt, Linus Feldt och Eleonora von Essen. Sara Danius beskrev sin uppväxt i essäboken Husmoderns död (2014) samt 2013 i radioprogrammet Sommar. Hon tackade ofta sin mor i förordet till sina böcker. 
Systrarna Danius och deras syskon flyttade med modern till Malmö efter skilsmässan, där de bytte bostad flera gånger. Modern tog 1973 med sig systrarna Danius och deras då fyra ytterligare syskon till Egypten. Under resan var tillgången på ungdomsböcker liten vilket gjorde att hon blev tvungen att utforska moderns bibliotek. Ett av hennes första möten med vuxenlitteraturen var Sven Delblancs roman Primavera. Eftersom skolan var på arabiska flyttade döttrarna tillbaka till sin far i Täby efter drygt fyra månader. År 1975 meddelade Wahlgren att deras yngste bror Aron hade avlidit i difteri, något som satte djupa spår i Danius. Hennes uppväxt hos fadern var mer ordnad än hos modern, bland annat då han hade gått i pension.
Mellan 1977 och 1980 gick Danius naturvetenskaplig linje på Åva gymnasium. På fritiden spelade hon basket och nådde som bäst division 1. Även som vuxen fortsatte hon spela. Vid arton års ålder åkte hon till Nice, där hon fick en stor läsupplevelse i Jean-Paul Sartres Äcklet och blev överraskad av att hennes dåvarande pojkvän med medelklassbakgrund också kunde uppskatta boken. Efter gymnasiet försörjde hon sig som croupier på kasinon i Stockholm. En viktig litterär upplevelse kom när föräldrarna gav henne Marcel Prousts På spaning efter den tid som flytt, som hon läst flera gånger och senare skrev om i essän "Proust och majonnäsen".

### Utbildning och yrkesliv
År 1982 började hon studera vid Stockholms universitet, med fokus på litteraturvetenskap. Hon skrev bland annat om poeten Tomas Tranströmer. Under den perioden upptäckte hon också Simone de Beauvoirs Det andra könet och Virginia Woolfs Ett eget rum, vilket gav insikter om feminism och genus. Hon studerade också under en termin i Frankrike. Danius började praktisera på kulturredaktionen för Expressen/Dagens Nyheter, där hennes första recension var av Roland Barthes Det ljusa rummet. År 1986 avlade hon filosofie kandidatexamen.
Hon fortsatte att vikariera som sidritare och redigerare på DN Kultur, och var från 1986 verksam som litteraturkritiker vid Dagens Nyheter. Hon började skriva litteraturkritik för Bonniers Litterära Magasin (BLM). Dessutom skrev hon essäer och fortsatte sina studier. 1987–1989 bodde hon i Storbritannien, där hon studerade vid Nottinghams universitet. Där avlade hon Master of Arts-examen i kritisk teori med en uppsats om den marxistiske teoretikern Fredric Jamesons tolkningsteori. Hon följde upp uppsatsen med en essä på svenska om Jameson, "En amerikansk marxist" (1989). Hon fortsatte med Jameson, när hon började forska 1990 vid Duke University i North Carolina och fick Jameson som handledare.
De följande tio åren bodde Danius för det mesta i USA. Hennes forskning kretsade kring modernismen och särskilt Thomas Mann, Marcel Proust och James Joyce. Resultatet blev doktorsavhandlingen The Senses of Modernism: Technology, Perception and Modernist Aesthetics (1997). Samtidigt skrev hon essäer och andra verk på svenska, om Jameson och andra kulturteoretiker. Ett exempel på detta var hennes översättning av Jamesons Det politiska omedvetna. Berättelsen som social symbolhandling (1994), med förord av Danius.
Hon disputerade 1999 vid Uppsala universitet, med Bengt Landgren som handledande professor. Året därpå fick hon ett femårigt forskningsanslag av bland andra Riksbankens jubileumsfond. Hon återvände till USA där hon bodde i två år, i Los Angeles. Hon arbetade både vid UCLA och Getty Research Institute. Det var där hon färdigställde boken Prousts motor.
Senare kom hon att få projektbidrag från Vetenskapsrådet. Åren 2001–2002 var hon fellow vid Wissenschaftskolleg zu Berlin, och 2004–2005 var hon fellow vid Swedish Collegium for Advanced Study i Uppsala. Hon blev docent i litteraturvetenskap vid Uppsala universitet 2005 och 2006 fick hon en gästprofessur vid University of Michigan.
Hon blev 2008 först lektor och samma år professor i estetik vid Södertörns högskola. Där blev hon "känd som den som gett knytblusen ett ansikte".
År 2008 blev hon också arbetande ledamot i Kungl. Humanistiska vetenskaps-samfundet i Uppsala och 2009 arbetande ledamot  i Kungl. Vetenskaps-Societeten. Hon invaldes som arbetande ledamot i Kungliga Vitterhetsakademien den 2 november 2010. Under samma period fick hon flera uppdrag av Vetenskapsrådet samt för European Research Council och EURIAS.
| ”                                                                                   | Jag brukar själv beskriva mig som sträng. Det betyder krävande. I min värld är det en bra sak. Det innebär att jag som lärare förväntar mig saker av mina studenter. Det i sin tur betyder att jag tror dem om att kunna – nu eller så småningom. Ytterst ute sträng, innerst inne snäll. | „ |
| – Sara Danius, Sekreterare med sträng utsida, Skånska dagbladet, läst 17 april 2018 | |   |

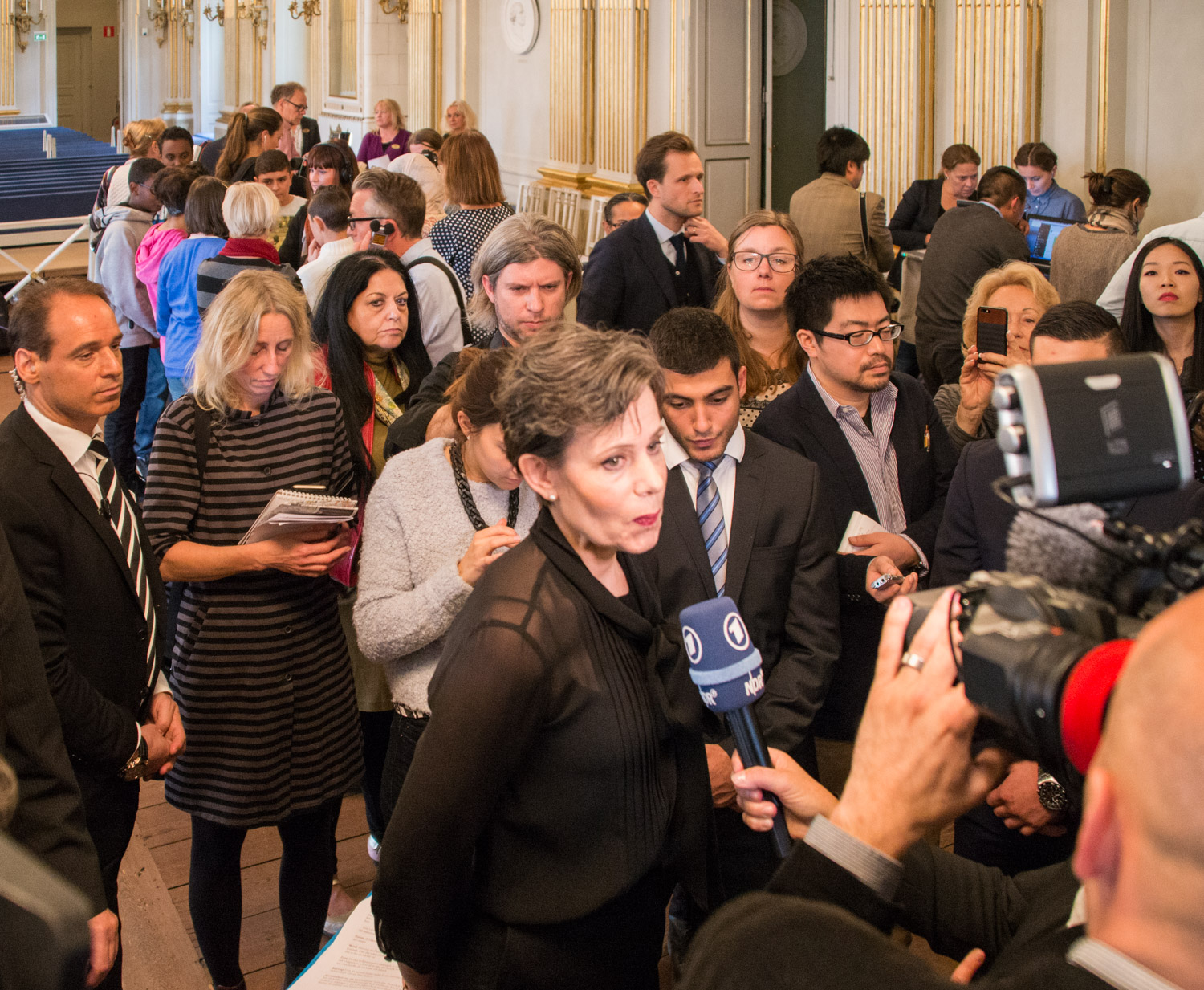
Sara Danius omgiven av press och TV i samband med 2015 års tillkännagivande av Nobelpriset i litteratur.

Hon blev 2013 professor i litteraturvetenskap vid Stockholms universitet.

### Svenska Akademien

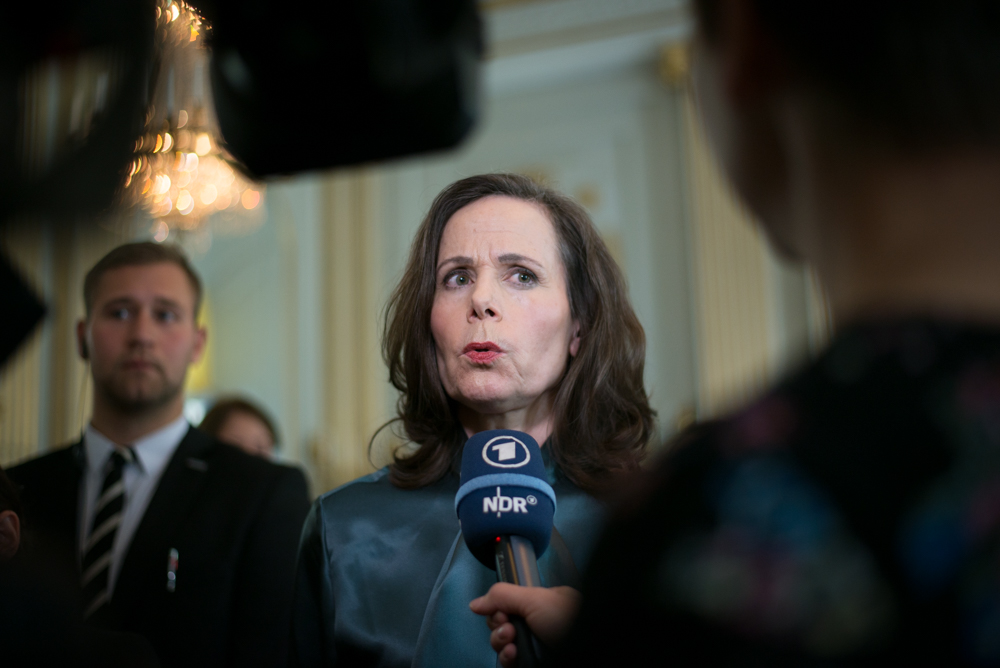
Sara Danius vid tillkännagivandet av 2017 års nobelpris i litteratur.

I mars 2013, vid 51 års ålder, utsåg Svenska Akademien Sara Danius till ny ledamot efter Knut Ahnlund. Hon fick stol nummer 7, som Selma Lagerlöf en gång suttit på. Hennes inträdestal handlade traditionsenligt om företrädaren på stolen. Hon träffade dock aldrig Ahnlund.
Inför sitt inval kommenterade hon angående sammansättningen i Svenska Akademien: "En tredjedel kvinnor, det är bättre än de flesta bolagsstyrelser."
Den 1 juni 2015 övertog hon befattningen som Akademiens ständiga sekreterare efter Peter Englund och blev därmed den första kvinnan på posten. Danius avsade sig den 12 april 2018 uppdraget som ständig sekreterare i samband med kontroversen kring kulturprofilen och meddelade också att hon inte längre skulle delta i Akademiens arbete. Nyheten spreds även internationellt.

### Övrig verksamhet
Under 1990-talet skrev Danius en bok om glaskonst och 2006 en bok om nutida svensk keramik.
Danius var mycket modeintresserad. Hon bar exempelvis specialdesignade klänningar på nobelfesterna, inspirerade av hennes tre förebilder Marcel Proust, Honoré de Balzac och Virginia Woolf, i design av Pär Engsheden. Dessa klänningar fick medial uppmärksamhet. Även hennes kläder i övrigt väckte uppmärksamhet, särskilt hennes knytblus, som rönte stort intresse i samband med krisen i Svenska Akademien.
Hon var gästkurator för en fotoutställning på Moderna museet.

### Privatliv
Danius var 1989–2010 gift med forskaren och författaren Stefan Jonsson, med vilken hon fick en son.
År 2012 gav Danius halvsyster Felicia Feldt ut boken Felicia försvann, som till stor del tog avstånd från hur hennes och Danius mor, Anna Wahlgren, uppfostrat sina barn. Wahlgrens svar kom i boken Sanning eller konsekvens (2012). Danius berörde denna diskussion ytligt i sitt Sommar-program 2013 samt i essäsamlingen Husmoderns död (2014). Danius menade att det snarare är hennes position i syskonskaran som påverkat hennes personlighet.

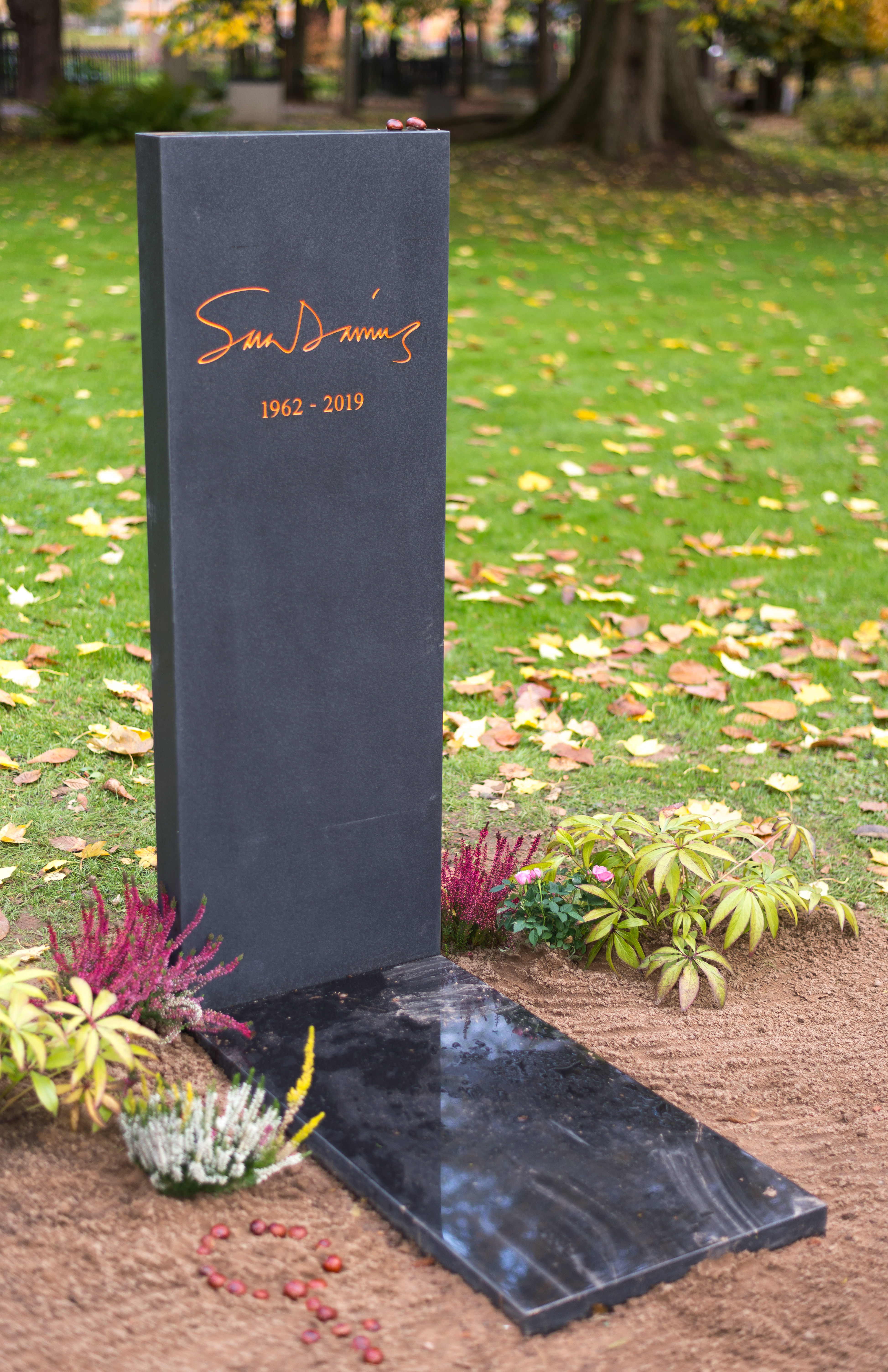
Sara Danius gravsten på Katarina kyrkogård.

Sara Danius fick 2014 diagnosen bröstcancer, något hon samma år berättade om i radioprogrammet Vinter. Under sjukskrivningen ersattes hon som ständig sekreterare i Svenska Akademien av Tomas Riad. Hon avled den 12 oktober 2019 i sviterna av cancern, 57 år gammal. Hon är begravd på Katarina kyrkogård.
I samband med Danius bortgång upprättade hennes familj Sara Danius Stiftelse med uppdrag att förvalta en minnesfond som ska verka för att främja och stödja kvinnliga banbrytare inom litteratur, essäistik och kritik, samt humanistisk forskning, journalistik, fotograﬁ, konst, teater, dans och formgivning.  Stiftelsen delade 2023 ut sitt första pris till den norska författarinnan Vigdis Hjorth.

## Författarskap
Danius böcker handlade om förhållandet mellan litteratur och samhälle och behandlade författare som Marcel Proust, James Joyce, Thomas Mann och Gustave Flaubert. Hon introducerade den amerikanske marxistiske litteraturteoretikern Fredric Jameson för en svensk publik.
I sin doktorsavhandling från 1997, som gavs ut som bok under titeln The Senses of Modernism: Technology, Perception and Aesthetics (2002), ställde hon 1920-talsmodernismens centrala verk som Thomas Manns Bergtagen, Prousts På spaning efter den tid som flytt och Joyces Ulysseus i ett nytt ljus och menade att estetiken i dessa verk är oskiljaktig från tidens teknologiska landvinningar. I essän Prousts motor (2000) återkom temat där Proust ifrågasätts som tillbakablickande nostalgiker och istället framställdes som besatt av framtidens teknologi. I Näsa för nyheter. Essä om James Joyce (tillsammans med Hanns Zischler, 2008) skildrades en tidigare förbisedd sida av den unge Joyce som ivrig konsument av nya framväxande medier, som biograffilm och tidningars kortnotiser.
| ”                                                                                        | En av mina gamla professorer karaktäriserade min metod som en blandning av korslagda sparrisar och dignande smörgåsbord. Å ena sidan noggranna närläsningar, å andra sidan breda historiska utvecklingsstråk. | „ |
| – Sara Danius, Flyttarna gjorde mig till sociolog, Svenska Dagbladet, läst 17 april 2018 | |   |

Senare kom Danius huvudsakligen att ägna sig åt granskningen av 1800-talets realism med författare som Balzac, Stendhal och Flaubert. År 2013 utkom Den blå tvålen. Romanen och konsten att göra saker och ting synliga som fick osedvanligt stor medial uppmärksamhet för ett verk av en litteraturvetare. Den drev argumentet från det tidigare arbetet The Prose of the World. Flaubert and the Art of Making Things Visible (2006) att den realistiska romanen inte är en spegel, utan ett fönster mot vardagsverkligheten.
I essäsamlingen Husmoderns död och andra texter, som utkom 2014, skrev Danius ett stycke svensk samtidshistoria utifrån recept i Bonniers kokböcker från 1960 till 2010. Från en tid då husmoderns roll även innebar att stycka djur till en mer mekanisk roll, som Danius kallade "avmaskuliniserad" då maskiner tagit över det som tidigare var husmoderns arbete.  
Essäsamlingen innehöll även texter om Orrefors glasbruk, om fotograferna August Sander och Irving Penn samt om författare som George Sand, Thomas Mann, James Joyce, Stina Aronson, Nathalie Sarraute, Thomas Bernhard och Tomas Tranströmer, med flera.
Sitt förhållande till genus och litteratur har Danius beskrivit så här:
| ”                                                                                   | Ett genomgående tema i många av mina artiklar om kvinnliga författare är att dessa länge behandlats styvmoderligt i historieskrivningen. Antingen har de marginaliserats, eller inte fått den plats de förtjänar. Eller så har de hyllats, fast på ett förminskande sätt. Allt det där håller på att förändras sedan en tid, även om det går långsamt. Det finns vissa återkommande mönster när det gäller sättet att beskriva kvinnliga intellektuella, och de har sällan varit till fördel, tvärtom. | „ |
| – Sara Danius, Sekreterare med sträng utsida, Skånska dagbladet, läst 17 april 2017 | |   |

År 2017 berättade Danius att hon skulle beskriva vad som orsakat valet av Bob Dylan som nobelpristagare i litteratur i en bok med titeln Om Bob Dylan. Den utkom i augusti 2018.
Danius bloggade om arbetet som ständig sekreterare i Svenska Akademien på en särskild blogg.

### Redaktörskap och översättningar
- Jameson, Fredric (1994). Det politiska omedvetna  : berättelsen som social symbolhandling / Fredric Jameson ; till svenska av Sara Danius, Stefan Helgesson och Stefan Jonsson ; inledning av Sara Danius. Kulturhistoriskt bibliotek, 99-1228966-8Symposion bibliotek, 99-0818918-2. Stockholm: B. Östlings bokförl. Symposion. Libris 7607486. ISBN 91-7139-176-2
- Aisthesis : estetikens historia. Del 1  / redaktörer: Sara Danius, Cecilia Sjöholm och Sven-Olov Wallenstein. Stockholm: Thales. 2012. Libris 13522505. ISBN 978-91-7235-090-8

## Priser och utmärkelser
- 2014 – Lagercrantzen
- 2015 – Disapriset[53]
- 2015 – Gerard Bonniers essäpris[54]
- 2015 – Utsedd till Årets kvinna av Expressen.[55]
- 2018 – Fredrika Bremer Förbundets Eva Moberg Pris[56]
- 2018 – Lena Nyman-priset